# Немачки тешки тенковски батаљони
Немачки тешки тенковски батаљони (немачки: schwere-Panzer-Abteilung) су били тенковски батаљони наоружани Тигар I и Тигар II тешким тенковима. Ови тенкови су конструисани за акције пробијања непријатељских положаја али се испоставило да су погодни и за одбрамбрене акције као и за пружање ватрене подршке пешадијским јединицама. Ови тенковски батаљони били су елитне јединице Вермахта.

## Формација
У почетку формирања ових јединица било је више покушаја с циљем да се утврди погодан однос тешких тенкова и средњих тенкова и извиђачких возила за подршку. Касније се усвојила формација од 45 Тигар тенкова. Батаљон је био подељен на три групе од по 14 тенкова уз додатак три командна тенка. Због проблема у одржавању и недостатка резервних делова често се дешавало да ови батаљони имају мањи број оперативних тенкова него што је предвиђено.
Ограничен број тешких тенкова и њихова специјална борбена улога условили су да ове јединице ретко буду део неке дивизије или корпуса дуже време. Често су пребацивани са једног дела фронта на други у зависности од ратних околности.
До краја рата формирани су следећи тешки тенковски батаљони. Неки тенкови, нарочито они уведени у борбе одмах по почетку формирања ових јединица, замењени су новим до краја рата.

## Јединице Вермахта
- 501. Тешки тенковски батаљон
- 502. Тешки тенковски батаљон
- 503. Тешки тенковски батаљон
- 504. Тешки тенковски батаљон
- 505. Тешки тенковски батаљон
- 506. Тешки тенковски батаљон
- 507. Тешки тенковски батаљон
- 508. Тешки тенковски батаљон
- 509. Тешки тенковски батаљон
  - 3. батаљон, Оклопни пук Гросдојчланд

## Waffen-SS јединице
- 101. СС тешки тенковски батаљон
- 102. СС тешки тенковски батаљон
- 103. СС тешки тенковски батаљон
  - 104. СС тешки тенковски батаљон, планирано је да се формира као део Оклопног корпуса али никад није реализован овај план.